# 原白头翁素
原白头翁素（英語：protoanemonin），又称白头翁脑或白头翁内酯。是一种存在于所有毛茛科植物的有毒物质。在化学结构上，原白头翁素是4-羟基-2,4-戊二烯酸的γ-内酯。当这些植物受伤或受到浸渍时，体内的不稳定糖苷类物质毛茛苷会被酶降解糖苷键形成葡萄糖和有毒的原白头翁素。
当皮肤和粘膜触碰到这些受伤植物时会造成发痒、皮疹或起水泡。摄入原白头翁素则会造成恶心、呕吐、眩晕、头晕、痉挛、急性肝炎、黄疸或瘫痪。
不过对这些植物进行干燥处理时，原白头翁素与空气接触并二聚为白头翁素，并进一步水解为无毒的二羧酸。

## 生物合成途径
|            | 毛茛苷                |
| ↓ – 葡萄糖 | (浸渍, 酶分解)        |
|            | 原白头翁素            |
| ↓ 二聚     | 接触空气和水分        |
|            | 白头翁素              |
| ↓ 水解     |                       |
|            | 4,7-二氧代-2-癸烯二酸 |